# Mascaraque
Mascaraque es un municipio y localidad española de la provincia de Toledo, en la comunidad autónoma de Castilla-La Mancha. El término municipal tiene una población de 424 habitantes (INE 2024).

## Toponimia
El término "Mascaraque" podría proceder de la raíz celta Mascaracu (m), con el sufijo -acus, junto a una base maska (r)- también de origen celta. Su significado no es fácil de precisar, pero podría ser el de 'negro, oscuro' referido al color de la piedra o el terreno.
Relacionando Mascaraque con los numerosos topónimos que presentan un tema similar como Mascarat, Mascarell o Mascaró estaríamos según Corominas ante un origen prerromano con influencia árabe.

## Geografía
El municipio se encuentra situado «en un llano con varios cerros ó colinas de poca consideración» en la zona central de la provincia y al sureste de la capital. Pertenece a la comarca de los Montes de Toledo (comarca) y linda con los términos municipales de Los Cuartos, término segregado de La Guardia al norte, Villamuelas al noreste, Mora al sur y sureste, Orgaz al suroeste y Villaminaya y Almonacid de Toledo al oeste, todos de Toledo.
El término municipal tiene forma alargada de norte a sur, variando sus coordenadas geográficas entre los 39°39´ y 39°46´ de latitud y los 3°53´ y 3°42´ de longitud. Se encuentra a una altura medía del nivel del mar de Alicante de entre los 700 y los 720 metros. Es de clima continental y básicamente seco aunque no extremo ni en máximas ni en mínimas.
Hasta la localidad llega la Ruta del Quijote en su Itinerario-1 de Toledo a San Clemente, partiendo desde Mascaraque tres tramos: hacía La Guardia, hacía Tembleque y hacía Consuegra.
Por el término discurre, de sur a norte, el arroyo de Campo Rey que desemboca en el arroyo de Padilla de la Moncloa, afluente a su vez del río Algodor. Una primera parte del arroyo de Padilla de la Moncloa limita el término de Mascaraque con el de Los Cuartos y la otra junto con el curso del Algodor hace lo propio con Villamuelas. Cerca del río se encontraban las antiguas poblaciones de Yegros y de Campo Rey.

## Historia
El origen de la Villa se remonta a los tiempos de la dominación árabe, época en que se construyó el castillo del siglo XIV que posteriormente pasaría a ser la Casa Fuerte-Palacio de Juan de Padilla (1518). Por entonces la localidad adquirió la categoría de Villa que la diferenciaba de las aldeas próximas. Contaba con cuerpo de regidores y justicias propios. Aún hoy Mascaraque demuestra vestigios de las aspiraciones urbanas características de una Villa, al estar provista de un castillo-fortaleza (familia Padilla) y de palacios adornados con escudos cuartelados en cruz de tarja y dotados de entradas con arco rebajado formado por sillares almohadillados.
Durante la guerra de la Independencia se quemaron los archivos municipales, por lo que se conocen pocos datos del pasado del municipio. Durante el siglo XIX no fue nunca ocupado por los carlistas, siendo defendida la población con una milicia propia, partidaria de Isabel II, durante la primera guerra carlista. Durante la invasión por las fuerzas de Basilio García (1837-1838), Mascaraque fue la única población de la zona que se negó a dar los suministros solicitados por este jefe carlista, por lo que el Gobierno les autorizó a que en el escudo de armas de la villa apareciera el lema «NO TEMIERON».
A mediados del siglo XIX, tenía 170 casas y el presupuesto municipal ascendía a 8725 reales, de los cuales 2200 eran para pagar al secretario.
En 1879 se abrió al tráfico ferroviario la línea Madrid-Ciudad Real, que permitió la conexión de la comarca con el resto de la red española de trenes. El municipio contaba con una estación de ferrocarril propia, que disponía de un edificio de pasajeros e instalaciones para mercancías. La línea se mantuvo en servicio hasta su clausura en 1988.

## Demografía
Cuenta con una población de 424 habitantes (INE 2024).
| Gráfica de evolución demográfica de Mascaraque entre 1842 y 2021                                                      |
| |
| Población de derecho según los censos de población del INE. Población de hecho según los censos de población del INE. |

## Urbanismo
El casco urbano de Mascaraque se asienta sobre una superficie de unas 100 hectáreas, tiene 29 calles y plazas, con algo más de 400 edificaciones urbanas. Sus calles y plazas son anchas, destacando la calle Real (antigua CM-400 antes de construirse la variante) que prácticamente divide el casco urbano en 2 mitades. Es de reseñar la cantidad de plazas con las que cuenta el casco urbano, entre las que destacan la Plaza del Pinar.
El municipio cuenta con diferentes parques, como el situado al mediodía del castillo, en la calle de la Zanja, un parque de menor dimensión y un tanto recoleto en la Plaza de Curato, el situado entre las calles Santa María y Goya muy arbolado y el de la Plaza Salinas. También destaca la Plaza de la Constitución como corazón y punto de encuentro de la población.

## Comunicaciones
El término está atravesado por la línea de ferrocarril Madrid-Sevilla (AVE), por la Autovía de los Viñedos CM-42 (salida-19) que a su vez es la continuación de la A-42 que parte de Madrid y está circunvalado por la Carretera Comarcal CM-400 de Toledo a Mora de cuya población, el núcleo urbano dista tan solo unos 3 Kilómetros. 
Se espera que la futura Autovía de pago de Madrid-Andalucía, que según parece discurrirá más o menos en paralelo con la vía del AVE Madrid-Sevilla, cuente con una ramal de acceso a las localidades de Mora, Sonseca y Orgaz y ese ramal de acceso, de seguro, estará ubicado en las proximidades de Mascaraque[cita requerida].

## Economía
A principios del siglo XIX había una importante industria de cintería de seda con más de 100 telares mantenida por mujeres y niños. Actualmente su economía está basada fundamentalmente en la agricultura.
Los miércoles por las mañanas entre la plaza de la Constitución y la plaza de los Mozos se celebra un mercadillo.

## Administración
| Periodo   | Nombre                     | Partido       |
| --------- | -------------------------- | ------------- |
| 1979-1983 | Daniel González Díaz       | UCD           |
| 1983-1987 | Martín García Díaz         | PSOE          |
| 1987-1991 | José Antonio Vega Escalona | Independiente |
| 1991-1995 | José Antonio Vega Escalona | PSOE          |
| 1995-1999 | Emilio Moreno Álvarez      | IU            |
| 1999-2003 | Enrique Óvilo Muñoz        | PSOE          |
| 2003-2007 | María Pilar Enguita Parra  | PSOE          |
| 2007-2011 | Vicenta Agustín Sánchez    | PSOE          |
| 2011-2015 | Vicenta Agustín Sánchez    | PSOE          |
| 2015-2019 | Carolina Díaz Manzano      | PP            |
| 2019-2023 | Enrique Óvilo Muñoz        | PSOE          |
| 2023-act. | Enrique Óvilo Muñoz        | PSOE          |

## Patrimonio
- Castillo de Mascaraque: construido en el siglo el XIV y considerado Casa Fuerte-Palacio de la familia Padilla.
- Iglesia de Santa María Magdalena: edificación barroca del siglo XVIII.
- Ermita de Los Cristos: actualmente restaurada y sede del museo del pintor local Juan Correa de Vivar. Su nombre se debe a que antiguamente se guardaban en ella los pasos de Semana Santa.
- Ermita de Nuestra Señora de Gracia (Cementerio Mascaraque).

## Fiestas
- 3 de febrero: día del Patrón, con la romería de San Blas.
- 15 de mayo: San Isidro labrador.
- Finales de mayo y/o principios de junio (dependiendo de la fecha de Semana Santa): Santísimo Cristo de la Misericordia.
- 13 de junio: San Antonio de Padua.
- 8 de septiembre: día de la Patrona, la Santísima Virgen de Gracia.